# Circondario della contea di Schaumburg
Il circondario della contea di Schaumburg (in tedesco Landkreis Grafschaft Schaumburg) è stato un circondario (Landkreis) della Bassa Sassonia, in Germania.

## Storia
Il circondario (Kreis) di Schaumburg, con capoluogo a Rinteln, fu istituito nel 1º gennaio 1822 nell'Elettorato d'Assia e nel 1866 passò alla provincia d'Assia-Nassau del regno di Prussia con il nome di circondario (Kreis) di Rinteln. Prese il nome di Contea di Schaumburg nel 1905.
Passò alla provincia prussiana di Hannover nel 1932 e, nel 1946, al land della Bassa Sassonia.
Nel 1977 il circondario confinava con quelli di Schaumburg-Lippe, Hannover e Hameln-Pyrmont (nella Bassa Sassonia) e di Lippe e Minden-Lübbecke (Renania Settentrionale-Vestfalia).
Nell'ambito del riordino delle circoscrizioni amministrative della Bassa Sassonia, il 1º agosto 1977 il distretto fu in gran parte unito al circondario di Schaumburg-Lippe per formare il circondario della Schaumburg, con capoluogo a Stadthagen; la città di Hessisch Oldendorf fu invece unita al circondario di Hameln-Pyrmont.
All'epoca della sua soppressione, contava 17 comuni.

## Comuni già appartenenti al circondario
- Ahe
- Algesdorf
- Altenhagen
- Antendorf
- Apelern
- Auetal
- Auhagen
- Bad Nenndorf
- Barksen
- Beckedorf
- Bensen
- Bernsen
- Borstel
- Deckbergen
- Düdinghausen
- Engern
- Escher
- Exten
- Fischbeck
- Friedrichsburg
- Friedrichshagen
- Friedrichswald
- Fuhlen
- Goldbeck
- Groß Hegesdorf
- Groß Nenndorf
- Großenwieden
- Haddessen
- Haste
- Hattendorf
- Helsinghausen
- Hemeringen
- Hessendorf
- Hessisch Oldendorf
- Heßlingen
- Höfingen
- Hohenrode
- Hohnhorst
- Horsten
- Hülsede
- Idensermoor-Niengraben
- Kathrinhagen
- Kleinhegesdorf
- Klein Holtensen
- Klein Nenndorf
- Kleinenwieden
- Kohlenstädt
- Krainhagen
- Krankenhagen
- Kreuzriehe
- Krückeberg
- Langenfeld
- Lauenau
- Liekwegen
- Lyhren
- Messenkamp
- Möllenbeck
- Obernkirchen
- Ohndorf
- Ostendorf
- Ottensen
- Poggenhagen
- Pohle
- Pötzen
- Raden
- Rannenberg
- Rehren
- Rehren
- Reinsdorf
- Reinsen
- Riehe
- Riepen
- Rinteln
- Rodenberg
- Rohden
- Röhrkasten
- Rolfshagen
- Rosenthal
- Rumbeck
- Sachsenhagen
- Schaumburg
- Schermbeck
- Schoholtensen
- Schöttlingen
- Segelhorst
- Soldorf
- Strücken
- Suthfeld
- Todenmann
- Uchtdorf
- Volksen
- Waltringhausen
- Weibeck
- Welsede
- Wennenkamp
- Westendorf
- Westerwald
- Wickbolsen
- Wiersen
- Zersen